# Günther von Rohrscheidt
Günther Theodor Konrad von Rohrscheidt (* 24. Dezember 1888 in Gnesen; † 17. Dezember 1963 in West-Berlin) war ein deutscher Jurist. Er wurde vor allem bekannt als Verteidiger von Rudolf Heß im Nürnberger Prozess gegen die Hauptkriegsverbrecher von 1945/1946, in dem Heß als Stellvertreter des Führers, d. h. als Leiter des Parteiapparates der NSDAP, angeklagt war.

## Leben und Tätigkeit
Nach dem Schulbesuch studierte Rohrscheidt Rechtswissenschaften.

### Verteidiger im Nürnberger Hauptkriegsverbrecherprozess
Im Herbst 1945 wählten die vier Siegermächte des Zweiten Weltkriegs Rudolf Heß als einen von 21 führenden Männern der NS-Diktatur aus, die sie im ersten der Nürnberger Prozesse, dem Prozess gegen die Hauptkriegsverbrecher, vor dem von ihnen geschaffenen Internationalen Militärtribunal in Nürnberg anklagten. Heß hatte von 1933 bis 1941 den Stab des Stellvertreters des Führers (später in Parteikanzlei der NSDAP umbenannt) geleitet, bis er im Juni 1941 in britische Kriegsgefangenschaft geriet. Bei den Nürnberger Prozessen handelte es sich 13 Prozesse, in denen die alliierten Mächte Angehörige der deutschen Staats- und Militärführung sowie Angehörige von Organisationen der NSDAP, die sie verdächtigten, sich während des Zweiten Weltkriegs verwerflicher Handlungen schuldig gemacht zu haben, vor einem zu diesem Zweck eingerichteten internationalen Gericht anklagten.
Heß wurde im ersten dieser Prozesse angeklagt, sich durch seine Tätigkeit als Leiter der Geschäfte der Nationalsozialistischen Partei und enger Vertrauter Hitlers der drei durch das Londoner Statut geschaffenen Straftatbestände schuldig gemacht zu haben: Verbrechen gegen den Frieden, Kriegsverbrechen und Verbrechen gegen die Menschlichkeit.
Das Gericht bot Heß an, sich im bevorstehenden Prozess durch einen deutschen Anwalt vertreten zu lassen. Da Heß, von dem vielfach vermutet wurde, dass er sich in einem Zustand geistiger Verwirrung befinde, keine Anstalten machte, sich einen eigenen Anwalt zu suchen, wurde ihm Rohrscheidt von Amts wegen als Pflichtverteidiger zugeteilt. Der folgende Prozess dauerte vom Oktober 1945 bis September 1946.
Am 5. Februar 1946 wurde Rohrscheidt als Verteidiger Heß’ durch den Münchener Rechtsanwalt Alfred Seidl abgelöst. Laut Heß’ Sohn hätten sein Vater und Rohrscheidt „kein Vertrauensverhältnis zueinander“ gefunden, so dass der Vater Seidl, der bereits seinen Mitangeklagten Hans Frank verteidigte, gebeten habe, auch seine Verteidigung zu übernehmen.
Im Urteil vom September 1946 sprach das Gericht Heß in den ersten beiden Anklagepunkten schuldig und verurteilte ihn zu lebenslanger Haft, die er bis zu seinem Tod durch Suizid im alliierten Kriegsverbrechergefängnis in Spandau verbüßte.

### Weiteres Leben
Rohrscheidt trat nach dem Hauptkriegsverbrecherprozess öffentlich nicht mehr nennenswert hervor. Das Amtsblatt für Berlin verzeichnet im Jahr 1964 den Tod eines Notars Günther von Rohrscheidt, der eventuell mit ihm identisch ist.
Im Berliner Adressbuch von 1964 ist Günther von Rohrscheidt mit Adresse in der Begasstraße 10 in Schöneberg nachweisbar.

## Archivische Überlieferung
Im Bundesarchiv Berlin hat sich eine Personalakte zu Rohrscheidt in der Überlieferung des Reichsjustizministeriums erhalten (R 3001/9793).